# Is This the World We Created...?
«Is This the World We Created…?» (укр. «Це світ, який ми створили..?») — пісня британського рок-гурту «Queen», яка спочатку вийшла на їх одинадцятому студійному альбомі «The Works» 1984 року.
Пісня звучала на кожному концерті «Queen» з 1984-го по 1986 рік. Вона була частиною фіналу концерту «Live Aid» у 1985 році. Пісня є найкоротшою, але однією з найвідоміших пісень альбому «The Works».

## Огляд
Пісня «Is This the World We Created…?» була написана в Мюнхені після того, як Фредді Мерк'юрі і Браян Мей подивилися новини про бідність в Африці; Мерк'юрі написав більшу частину тексту, а Мей написав акорди та зробив невеликий ліричний внесок.
Пісню записали з використанням акустичної гітари «Ovation», але під час живих виступів Мей використовував гітару «Gibson Chet Atkins CE» Роджера Тейлора з нейлоновими струнами. Під час сесій запису цієї пісні було використовувалося піаніно, але в кінцевому підсумку воно не було включено в остаточний мікс. Спочатку, композиція Мерк'юрі, «There Must Be More to Life Than This» (яка з'явилася під час сесій альбому «Hot Space», але, у підсумку, опинилася у його сольному альбомі «Mr. Bad Guy») повинна була стати останнім треком альбому. Пісню написано в тональності сі мінор, але запис звучить на один півтон нижче.
Пісню виконали під час концерту «Live Aid» на біс, з додатковими інструментами і аранжуваннями в останній частині; зміни також були у вокальній лінії. За місяць до її появи на «Live Aid», «Is This the World We Created…?» була внесена «Queen» до мультиартистичної збірки «Greenpeace — The Album».

## Учасники запису
- Фредді Мерк'юрі — вокал
- Браян Мей — акустична гітара